# 2MASS 0937+2931
2MASS 0937+2931 (= 2MASS J09373487+2931409) is een bruine dwerg in het sterrenbeeld Leeuw en een spectraalklasse van T6. De ster bevindt zich 19,96 lichtjaar van de zon.